# Basilica di Sant'Antonio da Padova all'Esquilino
La basilica di Sant'Antonio da Padova all'Esquilino è una chiesa rettoria di Roma, dell'omonimo rione, in via Merulana. È detta anche basilica di Sant'Antonio al Laterano, per la vicinanza alla basilica lateranense.

## Storia e arte

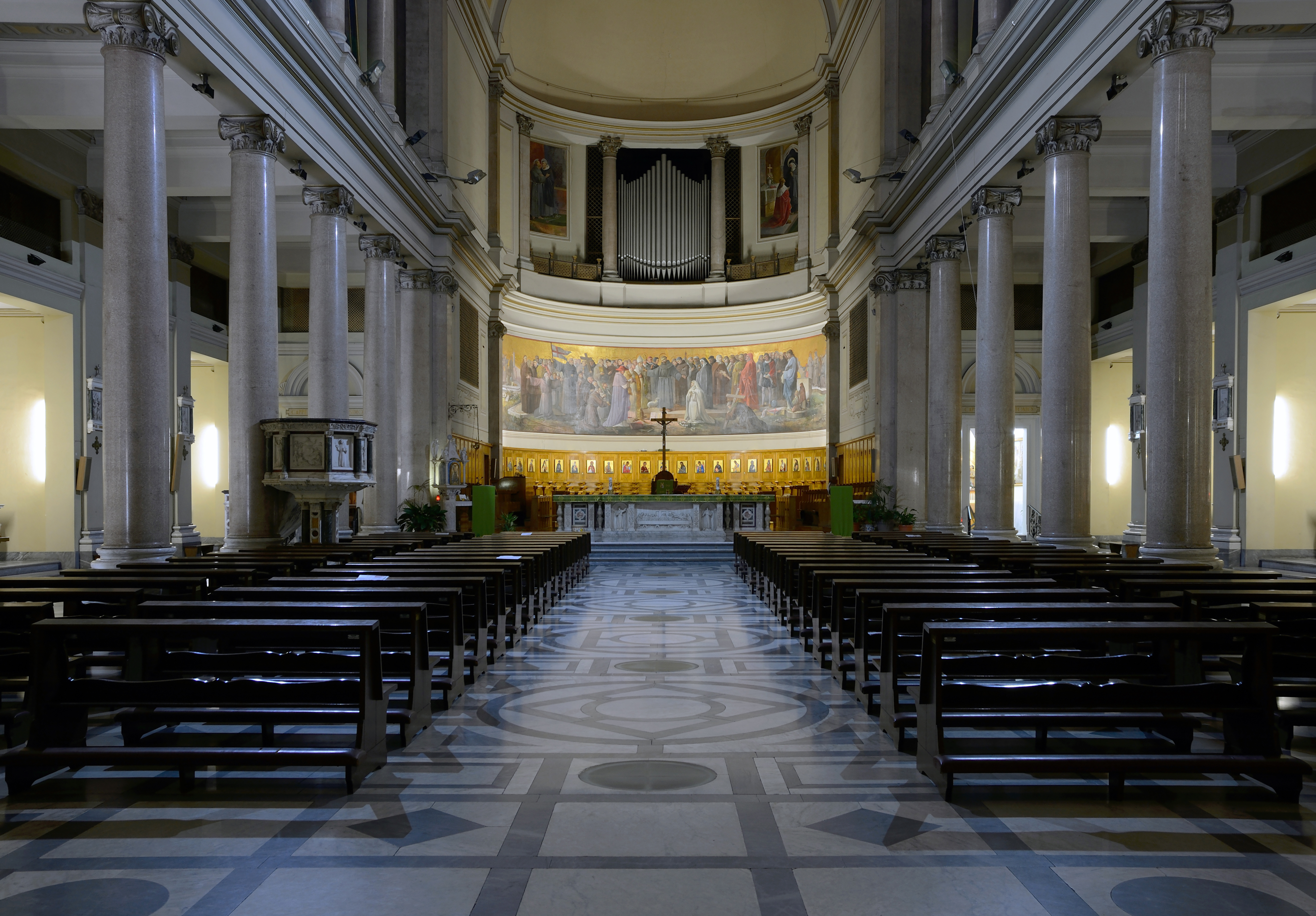
L'interno

Questa chiesa è di recente costruzione, opera di Luca Carimini, che la edificò per volere di Bernardino da Portogruaro tra il 1884 e il 1888, per l'Ordine dei frati minori, che qui trovarono la loro nuova sede dopo che erano stati espropriati del loro convento all'Ara Coeli per la costruzione del monumento a Vittorio Emanuele II. Venne consacrata dal cardinale Lucido Maria Parocchi il 4 dicembre 1887.
Nel luglio del 1931 papa Pio XI la elevò alla dignità di basilica minore.
Così l'Armellini, tre anni dopo l'apertura della chiesa, descrive l'edificio:
(Armellini, op. cit., p. 804)
Una doppia scalinata conduce ad un maestoso portico dove è posta la statua di Sant'Antonio con il Bambino. L'interno si presenta a tre navate, divise fra loro da colonne di granito rosa, con cappelle laterali e un matroneo. Il campanile termina con piramide ottagonale rivestita di maioliche colorate.

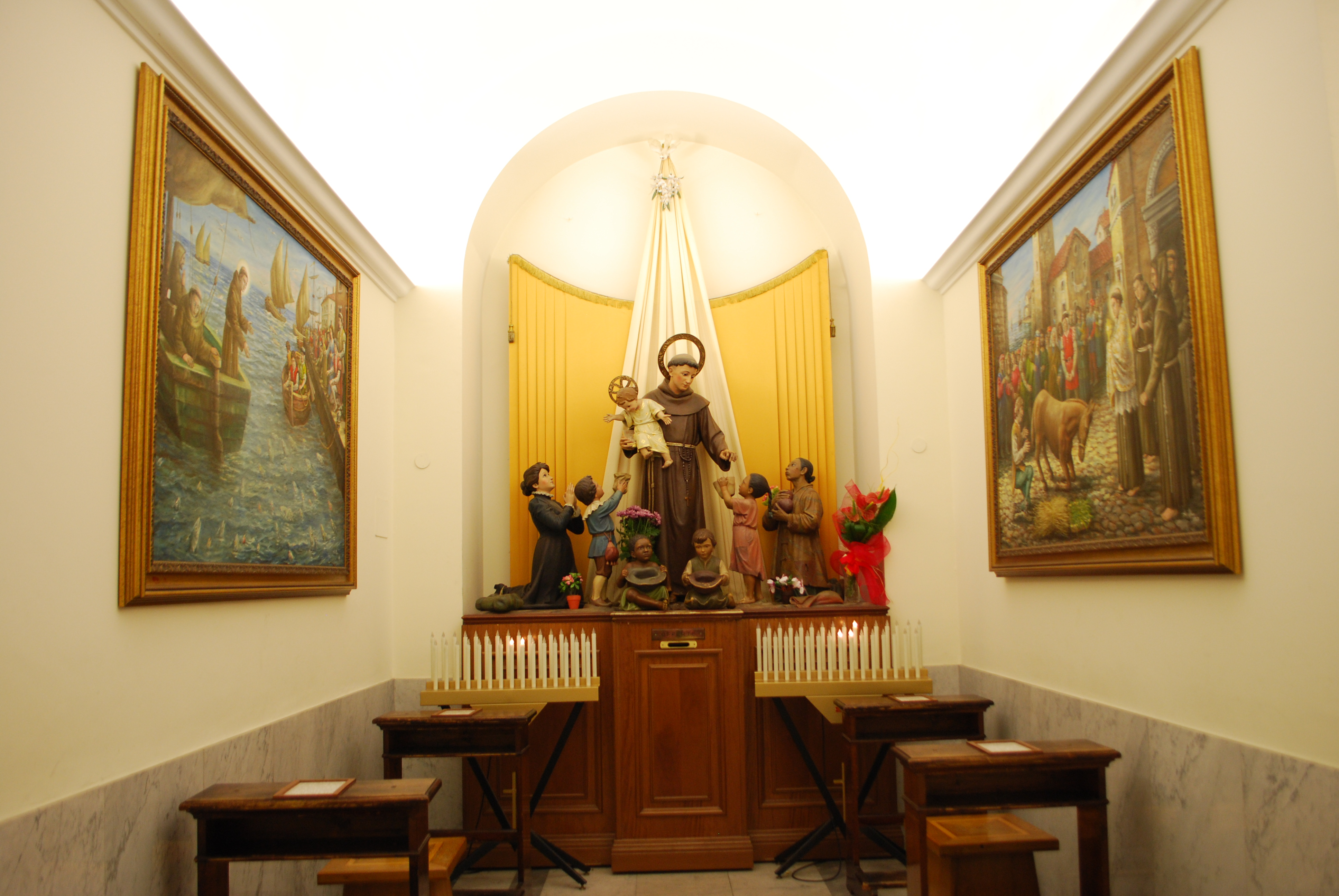
Cappella e statua di sant'Antonio nella Basilica antoniana di Roma

Negli edifici annessi hanno sede la Pontificia università Antonianum e gli istituti culturali ad essa collegati, la Pontificia accademia mariana internazionale e il Collegio internazionale S. Antonio, sede della fraternità Gabriele Allegra.
Tra le persone che hanno frequentato la basilica si ricorda san Cesidio da Fossa, Bernardino da Portogruaro, Fedele da Fanna, la beata Maria della Passione, Agostino da Montefeltro, il cardinale Rafael Merry del Val che nel 1911 quale cardinale Segretario di Stato di Pio X vi consacrò vescovo il p.  Dionysius Antonius Schuler, il beato Gabriele Allegra, Aldo Moro, Umberto Betti, san Giovanni Paolo II, monsignor Luigi Padovese ucciso in Turchia il 3 giugno 2010, Cesare Cenci.
Il 28 giugno 1973 vi fu consacrato sacerdote il servo di Dio don Tommaso Latronico alla presenza di Aldo Moro.
Vi trovò rifugio durante le persecuzione degli Ebrei a Roma Saul Israel, padre di Giorgio Israel.

## Apoteosi del francescanesimo

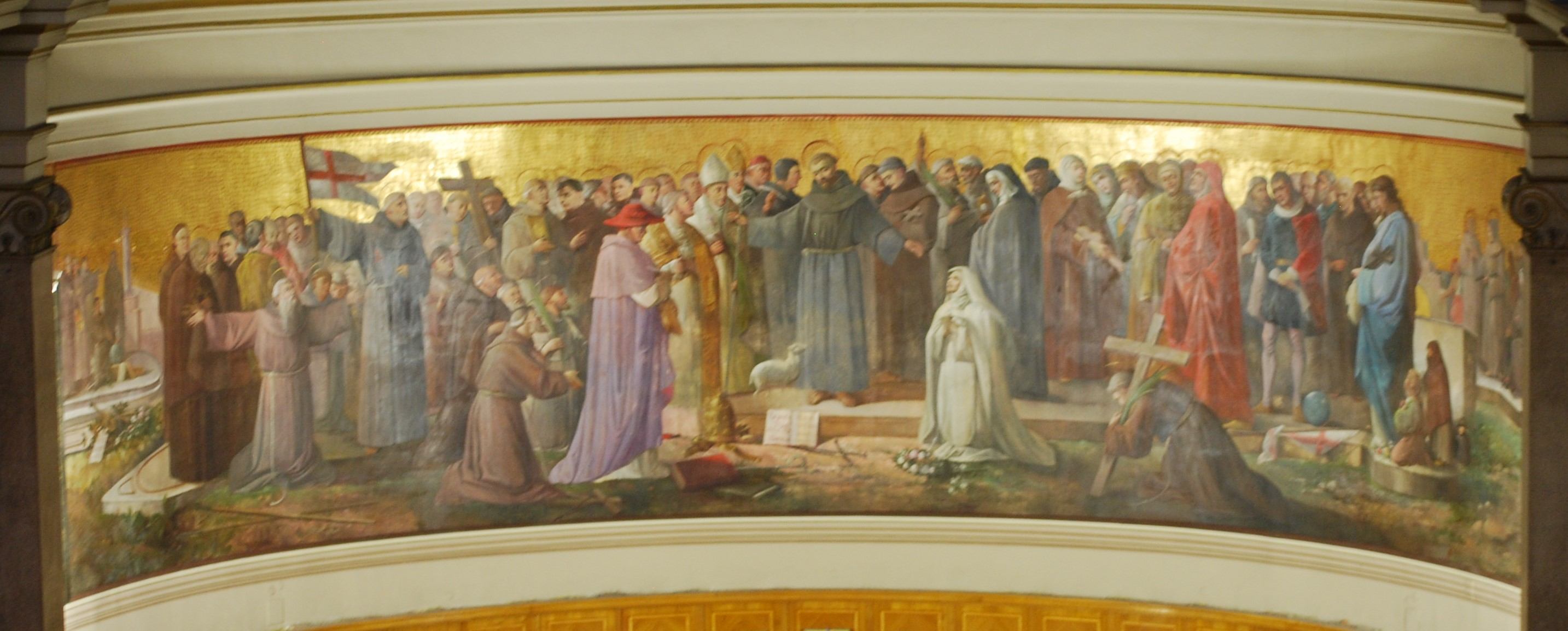
Apoteosi del francescanesimo di Bonaventura Loffredo da Alghero (1889-1890)

Nell'abside in basso è raffigurata l'apoteosi del francescanesimo del pittore francescano Bonaventura Loffredo da Alghero (1889-1890). Al centro con le mani allargate vi è Francesco d'Assisi mentre alla sua destra santi francescani tra cui in ginocchio con la palma i Protomartiri francescani, in piedi Bonaventura da Bagnoregio con il rosso cappello cardinalizio, accanto all'Assisiate con il berretto da magister il beato Giovanni Duns Scoto, Bernardino da Siena con in mano la tavoletta del monogramma di Gesù, Giacomo della Marca con un calice in mano, Giovanni da Capestrano con un grande stendardo della croce. All'estrema destra, prima del tondo con Innocenzo III vi è raffigurato con la tavolozza in mano lo stesso pittore, ossia Bonaventura Loffredo da Alghero.
A sinistra di san Francesco vi sono dopo le sante Chiara d'Assisi e Margherita da Cortona, con la veste rossa Dante, poi Giotto e Cristoforo Colombo. Nel tondo estremo papa Onorio III. In ginocchio vestita di bianco una suora Missionaria di Maria in cui si rammenta la fondatrice madre Maria della Passione.
Sopra, ai lati del catino absidale dove vi era il trionfo di sant'Antonio, a sinistra di chi guarda è raffigurato l'abbraccio tra san Francesco e san San Domenico di Guzmán mentre a destra santa Elisabetta d'Ungheria inginocchiata davanti a santa Chiara.